# Euvrilletta
Euvrilletta is een geslacht van kevers uit de familie van de klopkevers (Anobiidae).

## Soorten
- Euvrilletta arizonica White, 1976
- Euvrilletta brunnea White, 1985
- Euvrilletta catalinae (Fall, 1905)
- Euvrilletta distans (Fall, 1905)
- Euvrilletta grossus (Van Dyke, 1946)
- Euvrilletta harrisii (Fall, 1905)
- Euvrilletta hirsuta White, 1985
- Euvrilletta mucoreus (LeConte, 1865)
- Euvrilletta occidentalis (Fall, 1905)
- Euvrilletta peltatum (Harris, 1836)
- Euvrilletta serricornis White, 1973
- Euvrilletta texana Van Dyke, 1946
- Euvrilletta xyletinoides Fall, 1905